# Der Scherbensammler
Der Scherbensammler ist ein Thriller von Monika Feth. Das Buch erschien 2007 im C. Bertelsmann Taschenbuch-Verlag (cbt).

## Inhalt
Der Scherbensammler ist das dritte Buch über Jette Weingärtner und ihre Freundin Merle. Nach dem Mord an Caro (Erdbeerpflücker, 1. Band) und der gefährlichen ersten Liebe von Ilka, Mikes Freundin (Mädchenmaler, 2. Band) haben sie beschlossen, sich ein Jahr Auszeit zu nehmen, um über die Zukunft nachzudenken. Merle fängt an im Tierheim zu arbeiten und engagiert sich noch mehr für den Tierschutz als vorher, Jette macht ein freiwilliges soziales Jahr in einem Heim für Demenzkranke, und Mike und Ilka sind nach Brasilien gereist.
Mit dem ruhigen Leben ist es vorbei, als Imke Thalheim, eine berühmte Autorin, ihre Tochter Jette bittet, die Katzen ins Haus zu lassen. Dabei trifft diese auf Mina, die sehr verängstigt im Gebüsch sitzt, und völlig mit Blut beschmiert ist. Jette nimmt sie mit in die WG. Es stellt sich heraus, dass Mina eine Patientin des Therapeuten Tilo Baumgart, dem Freund von Jettes Mutter, ist. Er informiert die Mädchen auf Minas Wunsch darüber, dass sie eine dissoziative Identitätsstörung hat und im Zuge dessen Erinnerungslücken bestehen. So kann sie sich nicht vom Mord ihres Vaters, der Oberhaupt eines religiösen Zirkels war, entlasten und hätte ein Motiv gehabt. Die Situation spitzt sich zu, als Max Gaspar, die rechte Hand von Minas Vater, ebenfalls ermordet wird.
Minas Freund Ben ist wie ein Sohn für Minas Eltern und wie ein Bruder für sie. Er hat ihr geholfen, die religiösen Strafen ihres Vaters zu ertragen und nahm teilweise ihre Strafen auf sich. Ben weiß nicht, dass Mina multipel ist, sondern hält sie nur für launenhaft. Als sie ohne ihn von zu Hause weggeht, beginnt er nach ihr zu suchen. Er heftet sich an Tilos Fersen, besucht sie und gesteht ihr seine Liebe, doch sie weist ihn ab.
Frau Sternberg, eine Demenzkranke, bietet Jette ihr Ferienhaus am Meer zur Erholung an. Sie nimmt an und will sich mit Merle und Mina dorthin zurückziehen, bis Mina ihr Gedächtnis zurückerlangt. Doch Ben kommt ihnen in die Quere. Er will Mina mitnehmen, und Jette und Merle beseitigen. Mina erzählt ihm von dem Ferienhaus, woraufhin Ben sie dorthin verschleppt. Mina erinnert sich und Ben stellt sich als der zweifache Mörder heraus. Als er Jette einkaufen schickt und ihr mit Merles Tod droht, gelingt es ihr im Supermarkt, die Polizei anzurufen.

## Alle Bücher dieser Reihe
- Der Erdbeerpflücker (2003)
- Der Mädchenmaler (2005)
- Der Scherbensammler (2007)
- Der Schattengänger (2009)
- Der Sommerfänger (2011)
- Der Bilderwächter (2013)
- Der Libellenflüsterer (2015)

## Nominierungen
2008 erhielt Der Scherbensammler eine Nominierung für den Buxtehuder Bullen.